# Pałac w Olszynie
Pałac w Olszynie – zabytkowy pałac w Olszynie –  mieście w Polsce, w województwie dolnośląskim, w powiecie lubańskim.

## Historia
Zbudowany ok. 1850, neorenesansowy, rozplanowany na czworoboku, dwupiętrowy, nakryty dachami dwuspadowymi. Elewacje zdobi bogaty neorenesansowy detal architektoniczny. Pałac jest częścią zespołu pałacowego, w skład którego wchodzi jeszcze park.